# دومنیکو آلبرتی
دومنیکو آلبرتی (انگلیسی: Domenico Alberti، زادهٔ ۱ ژانویه ۱۷۱۰ – درگذشت ۱۴ اکتبر ۱۷۴۶، و طبق منابع دیگر ۱۷۴۰) آهنگساز، خواننده و نوازنده پیانو اهل جمهوری ونیز بود.

## زندگی‌نامه
دومنیکو آلبرتی در ونیز به دنیا آمد و موسیقی را نزد آنتونیو لوتی آموخت. او آثاری برای اپرا، ترانه و سونات برای سازهای شستی‌دار نوشت که امروزه بیشتر آنها شناخته شده‌است. این سونات‌ها معمولاً از همراهی آرپژ با دست چپ برخوردار است که یکی از چندین الگویی شناخته می‌شود که امروزه به‌طور مشترک با نام باس آلبرتی مورد استفاده قرار می‌گیرد. آلبرتی از نخستین آهنگسازانی بود که از این الگوها استفاده کرد، اما اولین آن نبود. رایج‌ترین این الگوها شامل یک آکورد شکستهٔ متوالی است که در ابتدا بم‌ترین نت، سپس زیرترین و پس از آن نت وسط و مجدداً بالاترین نت به صدا در می‌آیند، این الگو تکرار می‌شود. امروزه آلبرتی به‌عنوان آهنگساز کوچکی شناخته می‌شود و آثار او فقط به صورت نامنظم اجرا یا ضبط می‌شوند، اما «باس آلبرتی» توسط بسیاری از آهنگسازان بعدی مورد استفاده قرار گرفت و این یک عنصرِ مهم در بسیاری از سازهای شستی‌دار در موسیقی دوره کلاسیک شد.
مثال از یک «باس آلبرتی» از «سونات پیانو (K 545)»، اثرِ موتسارت:
آلبرتی در طول زندگی خود بیشتر به‌عنوان خواننده شناخته می‌شد و غالباً صدایش را خودش با هارپسیکورد همراهی می‌کرد. در سال ۱۷۳۶، وی به‌عنوان پیشخدمت برای پیترو آندره کاپلو (سفیر ونیز در اسپانیا)، مشغول به کار شد. او در حالی که در دربار اسپانیا حضور داشت، توسط خواننده معروف فارینلی، به آوازخوانی دعوت شد. گفته می‌شود فارینلی تحتِ تأثیر وی قرار گرفته بود، اگرچه آلبرتی در آن زمان آماتور بود.

## آثار
بهترین آثار شناخته‌شدهٔ آلبرتی، سونات‌ها برای ساز شستی‌دار هستند، اگرچه این آثار به ندرت اجرا می‌شوند. تصور می‌شود که وی حدود ۳۶ سونات نوشته که تنها ۱۴ سونات برجای مانده‌است و همه آنها دارای دو موومان و در فرم دوتایی هستند.
احتمالاً نخستین سونات‌های ویولنِ موتسارت که در هفت سالگی نوشته شده‌است، براساس کارهای آلبرتی الگوبرداری شده‌اند.
آلبرتی در سال ۱۷۴۰ یا ۱۷۴۶ در رم درگذشت.

## یادداشت
1. ↑  Pietro Andrea Cappello